# Brunetivka, Stara Vîjivka
Brunetivka (în ucraineană Брунетівка) este un sat în comuna Poliske din raionul Stara Vîjivka, regiunea Volînia, Ucraina.

## Demografie
Componența lingvistică a localității Brunetivka
     Ucraineană (100%)
Conform recensământului din 2001, toată populația localității Brunetivka era vorbitoare de ucraineană (100%).